# Elisa Lynch
Pour les articles homonymes, voir Lynch.
Titre
Épouse du chef suprême à vie du Paraguay
10 septembre 1862 – 1er mars 1870
(7 ans, 5 mois et 19 jours)
Elisa Lynch, née le 6 mars 1835 à Charleville dans le comté de Cork en Irlande et morte le 27 juillet 1886 à Paris, était l'épouse du troisième dictateur du Paraguay, Francisco Solano López.

## Biographie

### Les débuts
Elisa Lynch émigre à Paris à l'âge de dix ans avec sa famille pour échapper à la grande famine irlandaise. Le 3 juin 1850, elle épouse Xavier Quatrefages, un officier français qui est envoyé peu de temps après en Algérie. Elle l'accompagne, mais à dix-huit ans en raison de la détérioration de sa santé elle revient à Paris pour vivre avec sa mère. Plus tard elle fréquente le cercle de la princesse Mathilde Bonaparte et devient une courtisane
En 1854, elle rencontre Francisco Solano López alors en voyage d'études en France. C'est le fils de Carlos Antonio López, dictateur du Paraguay, à l'époque l'un des pays les plus riches d'Amérique du Sud. Elle devient sa maîtresse et elle le suit la même année dans son pays.

### Au Paraguay

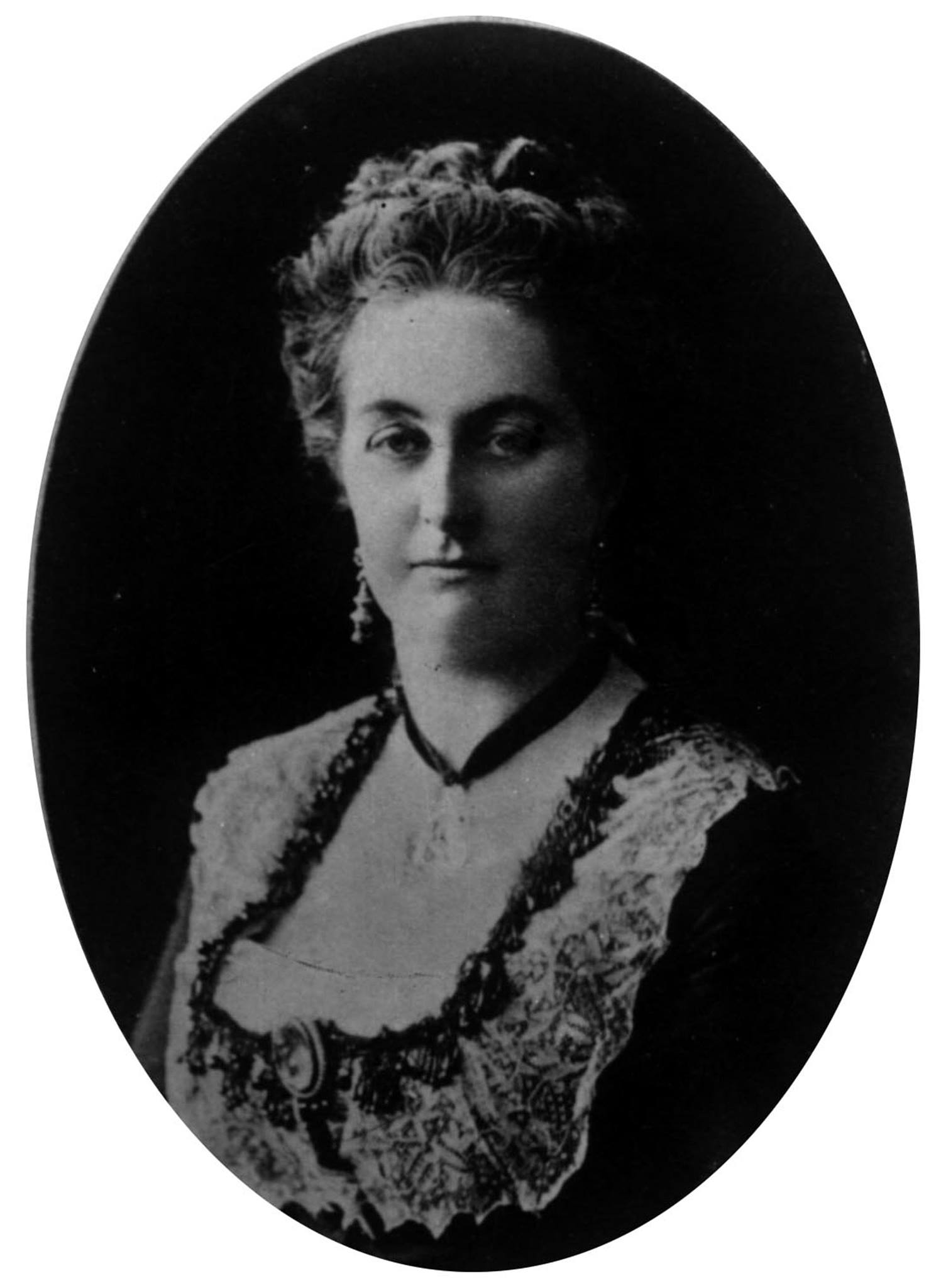
Portrait de Mme Elisa Lynch.

Elise Lynch va donner sept enfants à Solano López dont l'aîné Juan Francisco "Panchito" est né à Asuncion en 1855 et le dernier, Miguel, est né en 1866, en pleine guerre du Paraguay. Ce dernier-né ne résiste pas aux mauvaises conditions de survie et va mourir jeune de dysenterie.
À la mort de Carlos Antonio López en 1862, son fils Francisco lui succède. Elisa obtient l'annulation de son mariage avec Quatrefages au motif qu'il ne remplissait pas les obligations légales pour l'épouser (absence d'autorisation de son chef de corps alors même qu'il n'avait pas l'excuse d'avoir des enfants à légitimer). Elle devient alors la femme la plus puissante dans le pays pour les 15 prochaines années. Cependant elle démentira avoir eu un tel pouvoir dans un livre écrit à Buenos Aires en 1876 Exposición. Protesta Qué hace Elisa A. Lynch. Elle y prétend ne s'être pas immiscée dans les affaires politiques et avoir consacré tout son temps pendant la guerre à aider les blessés et les familles dans le besoin.

### Bataille de Cerro Corá

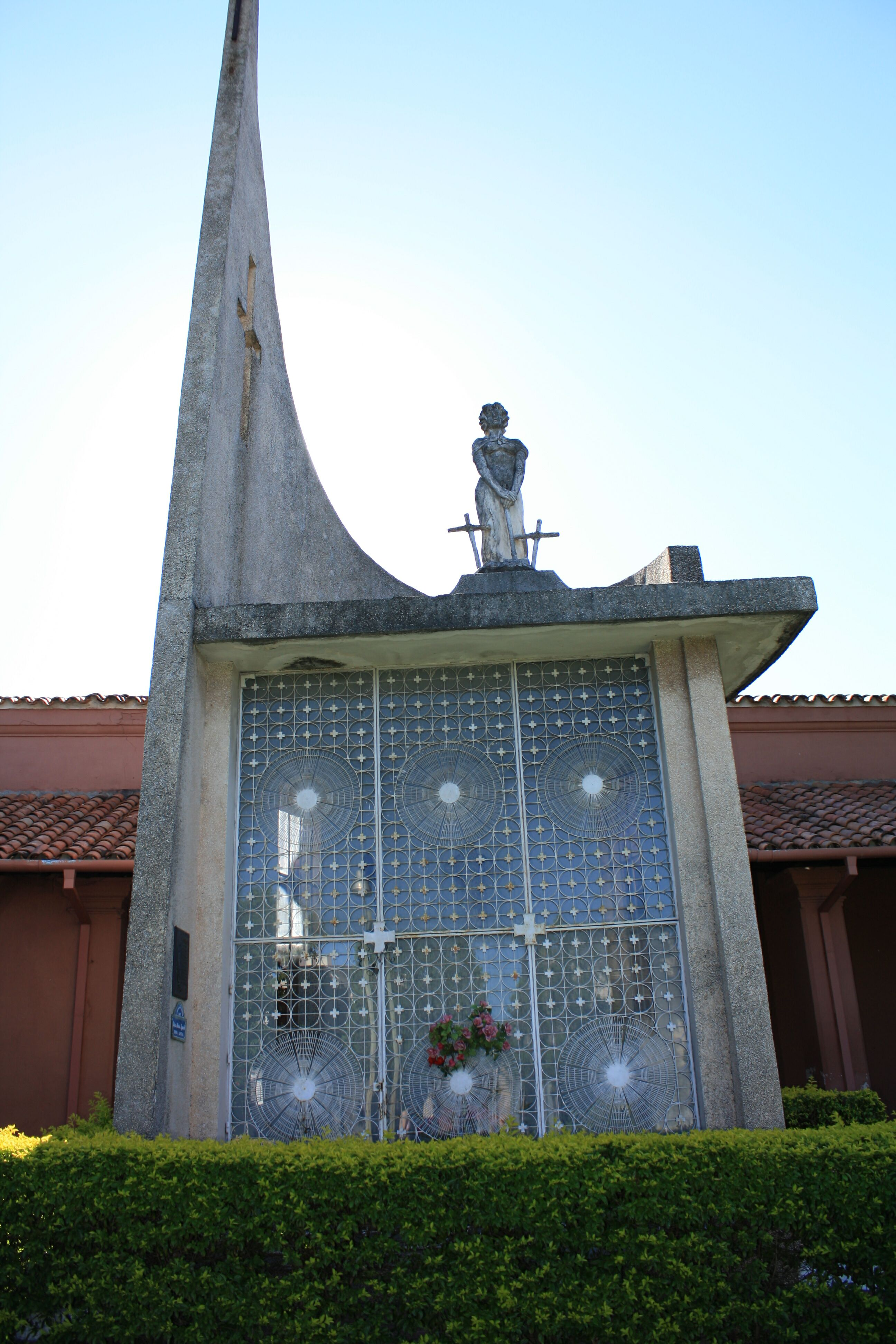
Tombe d'Eliza Lynch au cimetière d'Asuncion.

Elisa Lynch suit Solano López pendant toute la guerre qui sévit au Paraguay. Elle conduit un groupe de femmes appelé Las Résidentas composé des épouses et filles des soldats. C'est à ce titre qu'elle participe à la bataille de Cerro Corá où Solano López trouve la mort le 1er mars 1870.
Le fils aîné de Lynch et López, Juan Francisco, colonel à 15 ans, est également abattu. Prisonnière, Elisa doit enterrer les corps de son amant et de son fils à mains nues.

### Dernières années
Après la chute de son amant, Elisa est bannie par le nouveau gouvernement paraguayen et retourne en Europe avec ses enfants survivants. Au bout de cinq ans sur la promesse d'une grâce présidentielle de Juan Bautista Gill, elle décide de revenir au Paraguay pour s'y installer et essayer de récupérer ses biens. Cependant, à son arrivée elle est de nouveau jugée et bannie définitivement. Elle meurt en exil à Paris le 27 juillet 1886.
Plus de cent ans plus tard, son corps est exhumé et ramené au Paraguay où le dictateur, le général Alfredo Stroessner, la proclame héroïne nationale. Ses restes sont maintenant situés dans le cimetière national, le Cementerio de la Recoleta.

#### Romans
- (en) William Edmund Barrett, Woman on Horseback: The Biography of Francisco Lopez and Eliza Lynch, New York: F.A. Stockes, 1938
- (es) Henri Pitaud, Madama Lynch, Sociedad de Estudios y Empresas Franco-Paraguaya, 1958
- (en) Anne Enright, The Pleasure of Eliza Lynch, Gove Press 2004
- (es) Josefina Plá La gran infortunada, Libreria Intercontinental 2007
- ((en)) Lily Tuck, "The News From Paraguay " Harper  Collins Publishers 2004